# Louise Jeanne Tiercelin de La Colleterie
Tiercelin de La Colleterie Lujza Johanna, a későbbi Madame de Bonneval (Mortagne, 1746. december 26. – Saint-Germain-en-Laye, 1779. július 5.)
Szülei Pierre Tiercelin of La Colleterie és Jeanne-Jacqueline Vautorte voltak. Apja egy igen módos, jól csengő nevű család tagja volt. Két bátyja és egy húga volt, Urszula, aki 1749-ben született, s akiből apáca lett Saint-Germain-en-Laye-ben.
1762-ben lett XV. Lajos francia király szeretője. A Romans kisasszonnyal való intim kapcsolata szakadt meg a királynak, mielőtt Tiercelin kisasszony lett a következő kegyencnő az életében. Akkor csupán 16 éves volt, s az uralkodót lenyűgözte nyers őszintesége és szókimondása. Egyszer például azt mondta Lajosnak, hogy: „Utállak, olyan ronda vagy, mint egy szörnyeteg!” Meglepetésére erre a király csak nevetett, nem pedig vérig sértődött. Egy másik alkalommal azonban mérgében Lujza hozzávágta a királyhoz a tőle kapott gyémántokat, amit már Lajos sem talált valami viccesnek.
Gyorsan teherbe is esett Lajostól, s 1764. február 7-én Lujza életet adott első gyermekének, egy fiúnak, aki a Benoît-Louis Le Duc nevet kapta. Ezek után Lujza ambíciói igencsak megnőttek az udvarban. Akárcsak Romans kisasszony, Lujza sem ment férjhez soha, egyszer ugyan majdnem eljegyezte magát La Fontaine Solare-Vaudegre grófné unokaöccsével, ám a férfi nem egyezett bele, nyilván azért, mert méltóságán alulinak tartotta volna elvenni a király megunt szeretőjét. 1774. május 10-én elhunyt Lajos. Egyébként Lajos mellett Langeac grófjával, s 1778-ban az amerikai származású Paul Jonesszal (orosz admirális) is volt egy rövidebb liezonja a hölgynek. Évi 30 ezer frank apanázst állapított meg neki a király, ám 100 ezret költött, adósságait pedig úgyszintén készséggel fizette ki az uralkodó minden alkalommal. Halála pillanatában már 300 ezer livre volt a hölgy kintlévősége, amit ugyancsak őfelsége, de már a következő király, XVI. Lajos térített meg helyette.
1779. július 5-én, 32 esztendős korában, hosszan tartó betegség végén érte őt utol a halál, Saint-Germain-en-Laye-ben, abban a kolostorban, ahol 1770 óta élt apácaként a húga, Urszula is. (Ezt a helyet jelölte ki XV. Lajos a számára, hogy ott élje le élete utolsó éveit.) Végső nyughelye is ugyanott van. Tizenöt éves fia ott volt mellette a halálos ágyánál, melynek hatására a fiúból apát lett Párizsban. 1829-ig élt, túlélte az 1789-es francia forradalmat, s az azt követő véres éveket is. Sokat segített a trónjukról letaszított XVI. Lajos francia királynak és királynéjának, Marie Antoinette-nek is. 